# Sellos de Portugal en 2010
Los sellos de Portugal en el año 2010 son puestos en circulación por el Correios de Portugal, la administración postal portuguesa. Los CTT emiten tres tipos de sellos, todos con validez en el territorio nacional: la emisión del continente y las emisiones de las islas: Madeira y las Azores. En total se emitieron 89 sellos postales (19 en hoja bloque), comprendidos en 32 series filatélicas con temáticas diversas.

## Descripción

### Continente
| Fecha de emisión | Nombre del sello (descripción) | Dimensiones (mm)                  | Valor facial (en euro) |
| ---------------- | --- | --------------------------------- | ---------------------- |
| 22.02            | «Aquí há selo» 1) Diseño ganador del concurso público Aquí há selo (Aquí hay sello) en la categoría de adultos, titulado «Abandono de animales» | 30,6 x 40                         | 0,32                   |
| 22.02            | 2) Diseño ganador en la categoría juvenil, titulado «Viriato el Lusitano» | 30,6 x 40                         | 0,32                   |
| 01.03            | «Bicentenario del nacimiento de Chopin y de Schumann» (HB) 1) Retrato del compositor y pianista polaco Federico Chopin. En la hoja bloque se puede ver una pintura que representa a Chopin tocando un piano | 40,0 x 30,6 (125 x 95)            | 0,68 (2,00)            |
| 01.03            | 2) Retrato del compositor alemán Robert Schumann. En la hoja bloque se puede ver una pintura que representa a Schumman estudiando una composición | 40,0 x 30,6 (125 x 95)            | 0,68 (2,00)            |
| 08.03            | «Transportes públicos urbanos» Cuatro ejemplos de transportes públicos urbanos de las décadas de 1970, 1980 y 1990 1) Un autobús articulado de la STCP (Sociedad de Transporte Colectivo de Oporto) | 30,6 x 27,7                       | 0,01                   |
| 08.03            | 2) Un tranvía eléctrico articulado de la Carris (1995) | 30,6 x 27,7                       | 0,32 N                 |
| 08.03            | 3) Un coche ML79 del metro de Lisboa (1984) | 30,6 x 27,7                       | 0,47 A                 |
| 08.03            | 4) El transbordador Madragoa de la compañía Transtejo que conecta Lisboa con las ciudades de la ribera sur del estuario del Tajo (1981) | 30,6 x 27,7                       | 0,68 E                 |
| 08.03            | 5) Una Unidad Cuádruple Eléctrica de la CP, la empresa de transporte ferroviario de Portugal (1992) | 30,6 x 27,7                       | 0,80                   |
| 08.03            | «2010 Año Internacional de la Biodiversidad» 1) El atún azul (Thunnus thynnus) | 40,0 x 30,6                       | 0,32                   |
| 08.03            | 2) Un tiburón Centrophorus granulosus | 40,0 x 30,6                       | 0,47                   |
| 08.03            | 3) El oso panda (Ailuropoda melanoleuca) | 40,0 x 30,6                       | 0,68                   |
| 08.03            | 4) Dos representantes de la Mata Atlântica, el principal bioma brasileño: un colibrí (familia Trochilinae) y una bromelia (familia Bromeliaceae) | 40,0 x 30,6                       | 0,80                   |
| 08.03            | 5) La Mata Atlântica (HB) El sello muestra un mono león dorado (Leontopithecus rosalia) La hoja bloque reproduce el colibrí y la bromelia del sello anterior | 40,0 x 30,6 (125 x 95)            | 2,50                   |
| 22.03            | «Piedras preciosas en el arte sacro portugués» 1) Un ramo de flores con topacios, crisoberlos y diamantes de la colección de la Arquidiócesis de Évora (siglo XVIII) | 30,6 x 40                         | 0,32                   |
| 22.03            | 2) Un broche de escote ricamente adornado perteneciente a la colección del Museo Nacional Soares dos Reis (siglo XVIII) | 30,6 x 40                         | 0,68                   |
| 22.03            | 3) La cruz procesional de don Sancho I en oro y decorada con zafiros, granates y perlas (siglo XIII) | 30,6 x 40                         | 1,00                   |
| 22.03            | 4) La corona de la Virgen de Fátima, labrada en oro, plata y pedrería, que se encuentra en el santuario homónimo desde 1946 (HB) | 30,6 x 40,0 (125 x 95)            | 2,50                   |
| 06.04            | «Pan tradicional portugués» 1) Broa, un pan de maíz de la región de Entre Douro e Minho | 40,0 x 30,6                       | 0,32                   |
| 06.04            | 2) Padas, panecillos de trigo parecidos a los molletes andaluces, típicos de la región de Beira Litoral | 40,0 x 30,6                       | 0,47                   |
| 06.04            | 3) Una broa de Avintes, pan a base de harina de maíz y de centeno, muy denso y de color castaño oscuro, típico de la freguesia homónima | 40,0 x 30,6                       | 0,68                   |
| 06.04            | 4) El pan alentejano, a base de trigo y con una corteza dura, oriundo de la región homónima | 40,0 x 30,6                       | 0,80                   |
| 06.04            | 5) Carcaça, panecillos simples a base de trigo (HB) La hoja bloque muestra un horno de pan artesanal | 40,0 x 30,6 (125 x 95)            | 0,80                   |
| 06.04            | 6) El pan de Mafra, un pan de harina de trigo duro horneado a la leña, natural de la ciudad de Mafra | 40,0 x 30,6 (125 x 95)            | 1,00                   |
| 12.04            | «Rostros de la historia y la cultura» 1) El historiador Alexandre Herculano, en ocasión del segundo centenario de su nacimiento | 40,0 x 30,6                       | 0,32                   |
| 12.04            | 2) El explorador Fernão Mendes Pinto, en ocasión del quinto centenario de su nacimiento | 40,0 x 30,6                       | 0,32                   |
| 12.04            | 3) El cronista Gomes Eanes de Azurara, en ocasión del cuarto centenario de su nacimiento | 40,0 x 30,6                       | 0,32                   |
| 12.04            | 4) El arquitecto Francisco Keil do Amaral y el Pabellón de la Feria Internacional de Lisboa (actual Centro de Congresos de Lisboa), en ocasión del centenario de su nacimiento |                                   | 0,32                   |
| 07.05            | «Europa» 1) Serie anual a cargo de PostEurop, ese año bajo el tema "Libros infantiles". La emisión muestra dos personajes del cuento infantil Macaco do Rabo Cortado (Mono de la cola cortada): El macaco | 30,6 x 40 (125 x 95)              | 0,68                   |
| 07.05            | 2) El barbero | 30,6 x 40 (125 x 95)              | 0,68                   |
| 10.05            | «Visita de su Santidad el Papa Benedicto XVI a Portugal» 1) El papa Benedicto XVI | 40,0 x 30,6                       | 0,68                   |
| 10.05            | 2) El papa Paulo VI y el año en que visitó Portugal, 1967 (HB) La hoja bloque muestra una sección del Santuario de Fátima con la torre de la iglesia al fondo | 40,0 x 30,6 (125 x 95)            | 0,80                   |
| 10.05            | 3) El papa Paulo VI y los tres años en que visitó Portugal, 1982, 1991 y 2000 | 40,0 x 30,6 (125 x 95)            | 0,80                   |
| 10.05            | 4) El papa Benedicto XVI y el año en que visitó Portugal, 2010 | 40,0 x 30,6 (125 x 95)            | 0,80                   |
| 17.05            | «Elevadores públicos de Portugal» 1) El Elevador de Santa Justa en Lisboa | 30,6 x 40,0                       | 0,32                   |
| 17.05            | 2) El Elevador de la Gloria en Lisboa | 30,6 x 40,0                       | 0,47                   |
| 17.05            | 3) El funicular dos Guindais en Oporto | 30,6 x 40,0                       | 0,57                   |
| 17.05            | 4) El Elevador del Buen Jesús en Braga | 30,6 x 40,0                       | 0,68                   |
| 17.05            | 5) El Elevador de Santa Luzia en Viana do Castelo | 30,6 x 40,0                       | 0,80                   |
| 17.05            | 6) El Elevador de Nazaré en la localidad homónima | 30,6 x 40,0                       | 1,00                   |
| 17.05            | 7) El Elevador de la Bica en Lisboa (HB) | 30,6 x 40,0 (95 x 125)            | 1,25                   |
| 17.05            | 8) El Elevador de Lavra en Lisboa | 30,6 x 40,0 (95 x 125)            | 1,25                   |
| 31.05            | «Copa Mundial de Fútbol de 2010» 1) Un balón cuya superficie recuerda los colores de un leporado | 38,0 x 38,0 -círculo-             | 0,80                   |
| 31.05            | 2) Las siluetas de un futbolista corriendo ante un balón y de un leopardo, ambos en el atardecer de una sabana africana (HB) | 80,0 x 30,6 (120 x 120 -círculo-) | 2,50                   |
| 07.06            | «Teatro en Portugal» Dibujos alusivos a diferentes obras representativas del teatro portugués: 1) Estrangeiros e Vilhalpandos (Extranjeros y villalpandos) de Francisco Sa de Miranda | 40,0 x 30,6                       | 0,32                   |
| 07.06            | 2) Auto da Barca do Inferno (Auto de la barca del Infierno) de Gil Vicente | 40,0 x 30,6                       | 0,32                   |
| 07.06            | 3) A Castro de António Ferreira | 40,0 x 30,6                       | 0,57                   |
| 07.06            | 4) El-Rei Seleuco (El rey Seleúco) de Luís de Camões | 40,0 x 30,6                       | 0,68                   |
| 07.06            | 5) O Fidalgo Aprendiz (El hidalgo aprendiz) de Francisco Manuel de Melo | 40,0 x 30,6                       | 0,68                   |
| 07.06            | 6) Guerra de Alecrim e Manjerona (Guerra de Alecrim y Manjerona) de António José da Silva | 40,0 x 30,6                       | 0,80                   |
| 21.06            | «Quesos portugueses» 1) El queso Rabaçal | 40,0 x 30,6                       | 0,32                   |
| 21.06            | 2) El queso Serra da Estrela | 40,0 x 30,6                       | 0,32                   |
| 21.06            | 3) El queso de Azeitão | 40,0 x 30,6                       | 0,47                   |
| 21.06            | 4) El queso de cabra transmontano | 40,0 x 30,6                       | 0,68                   |
| 21.06            | 5) El queso São Jorge | 40,0 x 30,6                       | 0,80                   |
| 21.06            | 6) El queso Serra da Estrela (HB) La hoja bloque muestra unas ovejas pastando en un prado verde |                                   | 2,50                   |
| 24.06            | «Rostros de la República» Ocho obras de importantes artistas portugueses: 1) Una pintura de Júlio Pomar | 30,6 x 40,0                       | 0,32                   |
| 24.06            | 2) Una escultura de Francisco dos Santos | 30,6 x 40,0                       | 0,32                   |
| 24.06            | 3) Un dibujo de Costa Pinheiro | 30,6 x 40,0                       | 0,32                   |
| 24.06            | 4) Un diseño plástico de Bento Condado | 30,6 x 40,0                       | 0,32                   |
| 24.06            | 5) Un diseño surrealista de Luís Macieira | 30,6 x 40,0                       | 0,32                   |
| 24.06            | 6) Un diseño plástico de João Abel Manta | 30,6 x 40,0                       | 0,47                   |
| 24.06            | 7) Una escultura de João Machado | 30,6 x 40,0                       | 0,68                   |
| 24.06            | 8) Un dibujo de André Carrilho | 30,6 x 40,0                       | 0,80                   |
| 30.06            | «Azulejos» 1) Un azulejo portugués del siglo XVIII, conservado en el Museo Nacional del Azulejo de Lisboa | 30,6 x 40,0                       | 0,68                   |
| 30.06            | 2) Un azulejo rumano del siglo XIX, conservado en el Museo del Campesino Rumano de Bucarest | 30,6 x 40,0                       | 0,80                   |
| 05.07            | «Las juderías de Portugal» 1) La sinagoga de Tomar | 40,0 x 30,6                       | 0,32                   |
| 05.07            | 2) La Rua Nova de Lamego | 40,0 x 30,6                       | 0,57                   |
| 05.07            | 3) La judería de Castelo de Vide | 40,0 x 30,6                       | 0,68                   |
| 05.07            | 4) El grabado Judeus a construir cidades (Judíos construyendo ciudades) (HB) | 40,0 x 30,6 (125 x 95)            | 2,50                   |
| 19.07            | «Rock en Portugal» Portadas de álbumes musicales de artistas y grupos de rock portugueses 1) Ar de Rock de Rui Veloso | 40,0 x 30,6                       | 0,32                   |
| 19.07            | 2) Heróis do Mar de Heróis do Mar | 40,0 x 30,6                       | 0,47                   |
| 19.07            | 3) Psicopátria de GNR | 40,0 x 30,6                       | 0,57                   |
| 19.07            | 4) À Flor da Pele de UHF | 40,0 x 30,6                       | 0,68                   |
| 19.07            | 5) 88 de Xutos & Pontapés | 40,0 x 30,6                       | 0,80                   |
| 19.07            | 6) Wolfheart de Moonspell | 40,0 x 30,6                       | 1,00                   |
| 19.07            | 7) A Lenda de El-Rei D.Sebastião del Quarteto 1111 (HB) La hoja bloque muestra el vinilo de este álbum | 40,0 x 30,6 (125 x 95)            | 2,50                   |
| 15.19            | «200 años de la Guerra Peninsular» Pinturas referentes a tres episodios de la Guerra Peninsular: 1) La batalla de Vimeiro | 40,0 x 30,6                       | 0,32                   |
| 15.19            | 2) La batalla de Buçaco | 40,0 x 30,6                       | 0,68                   |
| 15.19            | 3) En el sello la batalla de Pombal y en la hoja bloque la batalla de Grijó (HB) | 80,0 x 30,6 (125 x 95)            | 2,50                   |
| 15.09            | «Asamblea de la República» Vistas del interior y el exterior del Palacio de São Bento, sede desde 1976 de la Asamblea de la República de Portugal: 1) La sala de las sesiones | 40,0 x 30,6                       | 0,32                   |
| 15.09            | 2) La sala del Senado | 40,0 x 30,6                       | 0,68                   |
| 15.09            | 3) La sala de los pasos perdidos | 40,0 x 30,6                       | 0,80                   |
| 15.09            | 4) En el sello una imagen del edificio de la Asamblea y en la hoja bloque reproducción de una grabado de mediados del siglo XVIII que muestra una vista panorámica de la zona del Convento de San Bento de la Salud (HB) | 40,0 x 30,6 (125 x 95)            | 2,00                   |
| 29.09            | «El circo» Emisión dedicada a la compañía lisboeta de artes escénicas y circenses Chapitô y que muestra diversos dibujos relacionados con el mundo del circo: 1) Una mujer payaso con una escoba y una gallina en la cabeza | 30,6 x 40,0                       | 0,32                   |
| 29.09            | 2) Un equilibrista | 30,6 x 40,0                       | 0,47                   |
| 29.09            | 3) Una artista con aros | 30,6 x 40,0                       | 0,68                   |
| 29.09            | 4) Un malabarista con mazas | 30,6 x 40,0                       | 0,80                   |
| 29.09            | 5) Dibujo alusivo. En la hoja bloque se lee un resumen con la historia de la compañía (HB) |                                   | 2,50                   |
| 22.09            | «50 años del Instituto Hidrográfico» 1) Diseño alusivo a las actividades del Instituto Hidrográfico de Portugal que muestra un barco de investigación oceanográfica cerca de un acantilado | 40,0 x 30,6                       | 0,32                   |
| 22.09            | 2) Un hombre realizando mediciones batimétricas por medio de un sonar submarino | 40,0 x 30,6                       | 0,68                   |
| 10.01            | «Ceres» 1) La ilustración de los primeros sellos emitidos por Correios después de la proclamación de la República en 1910, la serie básica denominada "Ceres"; la ilustración representa a la diosa romana Ceres, que porta un gorro frigio, una hoz y un atado de paja, como alegoría de la República                               | 30,0 x 40,5                       | 0,80                   |
| 02.10            | «Historia de las Libertades» Dibujos alusivos al centenario de la proclamación de la República en Portugal, el 5 de octubre de 1910: 1) Una mujer portando la bandera de Portugal | 40,0 x 30,6                       | 0,32                   |
| 02.10            | 2) Un hombre portando la bandera portuguesa y otro con un fusil | 40,0 x 30,6                       | 0,32                   |
| 02.10            | 3) Un hombre con un fusil y otro con un cañón | 40,0 x 30,6                       | 0,47                   |
| 02.10            | 4) Alegoría a la Revolución francesa | 40,0 x 30,6                       | 0,68                   |
| 02.10            | 5) Alegoría a la Independencia de los EE. UU. | 40,0 x 30,6                       | 0,80                   |
| 02.10            | 6) Representación de la nobleza, el clero y el pueblo en la Edad Media | 40,0 x 30,6                       | 1,00                   |
| 09.10            | «Correo escolar» Dibujos ganadores del concurso escolar Onde te leva a um selo? (¿Dónde te lleva un sello?) en las categorías preescolar, 1.º y 2.° ciclo de educación básica; este año bajo el tema "Correos de Portugal (CTT) protege el medioambiente" 1) Un pájaro y una flor                                                    | 40,0 x 30,6                       | 0,32                   |
| 09.10            | 2) Transporte del correo por medio de un vehículo eléctrico y de una bicicleta | 40,0 x 30,6                       | 0,47                   |
| 09.10            | 3) Un buzón y un árbol | 40,0 x 30,6                       | 0,68                   |
| 18.10            | «60 años del Alto Comisionado para los Refugiados» Dos fotografías referentes al trabajo del Alto Comisionado de las Naciones Unidas para los Refugiados: 1) Una fila de refugiados | 40,0 x 30,6                       | 0,80                   |
| 18.10            | 2) Una mujer africana ante los restos de su casa (HB) | 30,6 x 40,0 (125 x 95)            | 2,50                   |
| 22.10            | «150 años del Tratado de Amistad entre Portugal y Japón» Detalle de la pintura de un biombo japonés de estilo nanbán, conservado en el Museo Nacional de Arte Antiguo de Lisboa. La pintura representa una embarcación portuguesa del siglo XVI: 1) Parte izquierda del dibujo                                                       | 30,6 x 40,0                       | 0,32                   |
| 22.10            | 2) Parte derecha del dibujo | 30,6 x 40,0                       | 0,80                   |
| 25.10            | «20 años de la AICEP» 1) La bandera de Portugal y en una banda las banderas de Angola, Brasil, Mozambique, Macao, Guinea-Bissau, Cabo Verde, Santo Tomé y Príncipe y Timor Oriental, países miembros de la Asociación de Operadores de Correos y Telecomunicaciones de los Países y Territorios de Lengua Oficial Portuguesa (AICEP) | 40,0 x 30,6                       | 0,80                   |
| 02.11            | «Piedras ornamentales portuguesas» 1) Una escultura hecha a base de lioz, una piedra caliza oriunda de las montañas de la región de Lisboa, y de mármol rosa que representa un mensajero alado tocando una trompeta y portando una carta en un flotador en forma de caballo                                                          | 30,6 x 40,0                       | 1,00                   |
| 02.11            | 2) En el sello se ve la parte superior de la escultura y en la hoja bloque el resto de la misma y la imagen de una cantera (HB) | 80,0 x 30,6 ()                    | 2,50                   |

### Madeira
| Fecha de emisión | Nombre del sello (descripción) | Dimensiones (mm)       | Valor facial (en céntimos de euro) |
| ---------------- | --- | ---------------------- | ---------------------------------- |
| 30.04            | «50 años del Jardín Botánico de Madeira» 1) Vista del Jardín Botánico y una flor Musschia aurea | 40,0 x 30,6            | 0,32                               |
| 30.04            | 2) Vista del Jardín Botánico y un geranio maderense (Geranium maderense) | 40,0 x 30,6            | 0,68                               |
| 30.04            | 3) Vista del Jardín Botánico y un ranúnculo dorado (Ranunculus cortusifolius) | 40,0 x 30,6            | 0,80                               |
| 30.04            | 4) Vista del Jardín Botánico y una campanilla maderense (Convolvulus massonii) | 40,0 x 30,6            | 0,80                               |
| 30.04            | 5) El sello reproduce cuatro fotografías con actividades lúdico-culturales que se pueden disfrutar en el recinto del Jardín Botánico: turismo rural, pintura, deporte y recolecta de setas (HB) La hoja bloque muestra una vista del Jardín Botánico | 40,0 x 30,6 (125 x 95) | 2,00                               |
| 30.04            | 6) Vista de una de las terrazas del Jardín Botánico (HB) | 40,0 x 30,6 (125 x 95) | 2,00                               |
| 07.05            | «Europa» 1) Serie anual a cargo de PostEurop, ese año bajo el tema Libros infantiles El sello muestra un dibujo alusivo al cuento tradicional maderense "A Donzela que foi à Guerra" (La doncella que fue a la guerra)                               | 30,6 x 40              | 0,68                               |

### Azores
| Fecha de emisión | Nombre del sello (descripción) | Dimensiones (mm) | Valor facial (en céntimos de euro) |
| ---------------- | --- | ---------------- | ---------------------------------- |
| 07.05            | «Europa» 1) Serie anual a cargo de PostEurop, ese año bajo el tema Libros infantiles El sello muestra un dibujo alusivo a la leyenda tradicional en el archipiélago "Lenda das Sete Cidades" (Leyenda de las siete ciudades) | 30,6 x 40        | 0,68                               |
| 01.07            | «Invertebrados marinos de las Azores» 1) Un cangrejo ermitaño Dardanus callidus | 40,0 x 30,6      | 0,32                               |
| 01.07            | 2) Una anémona de mar Alicia mirabilis | 40,0 x 30,6      | 0,68                               |
| 01.07            | 3) Una estrella de mar Ophidiaster ophidianus | 40,0 x 30,6      | 0,80                               |
| 01.07            | 4) Un anélido Sabella spallanzanii | 40,0 x 30,6      | 2,00                               |
| 01.07            | 5) Un cangrejo hidalgo (Grapsus adscencionis) (HB) La hoja bloque muestra un paisaje de la costa de las Azores | 40,0 x 30,6      | 2,00                               |
| 01.07            | 6) Un erizo de mar Sphaerechinus granularis (HB) La hoja bloque muestra un paisaje submarino de las Azores | 40,0 x 30,6      | 2,00                               |